# Peromyscus maniculatus
Peromyscus maniculatus — вид мишоподібних гризунів родини Хом'якові (Cricetidae).

## Поширення
Це один з найпоширеніших в Північній Америці гризунів. Вид зустрічається по всій Канаді (крім арктичних регіонів), США, у північній і центральній частині Мексики.

## Опис
Довжина тіла становить 10-30 см, хвоста — 5-15 см. Забарвлення спини варіює від темно-коричневого до жовтуватого, черевце — біле. У нього довгий хвіст, великі очі і вуха. Сліди мають вигляд 4 пальців на передній лапі, 5-ти на задній.

## Спосіб життя
Харчується горіхами, ягодами, насінням, комахами. Ночами, коли цей гризун активний, він робить запаси, приділяючи головну увагу заготівлі корму на зиму. Гнізда влаштовує в норах, дуплах або старих пташиних гніздах.

## Розмноження
Період розмноження у цього виду дуже розтягнутий — з березня по грудень. Вагітність триває 23-25 днів, середня кількість ембріонів становить 5,9, а середнє число дитинчат у виводку — 4,7. У молодих самиць перший еструс відзначається у віці 18 днів, але частіше пізніше — у віці 36-48 днів. У зимовий період, з листопада по лютий, приблизно 28 % самиць продовжують приносити потомство. У самиць, народжених навесні і влітку, може бути до трьох виводків. У самиць, що перезимували, два виводки з'являються навесні і ще два — восени, тобто в сукупності кожна самиця приносить чотири виводки. Смертність у зимовий сезон дуже висока — лише близько 25 % особин, які становлять популяцію в осінній період, доживає до початку весняного розмноження.